# Mohos Gábor
Mohos Gábor (Budapest, 1973. szeptember 11. –) magyar katolikus pap, esztergom-budapesti segédpüspök, a Szent István-bazilika plébánosa.

## Pályafutása
A Pannonhalmi Bencés Gimnáziumban érettségizett. Filozófiát az Esztergomi Hittudományi Főiskolán, teológiát a Gregoriana Pápai Egyetemen tanult. 1999. június 19-én szentelték pappá.
1999-től 2000-ig Szentendrén volt káplán, majd 2002-ig Rómában tanult a Pápai Szent Alfonz Akadémia ösztöndíjasaként, ahol licenciátust szerzett. Hazatérve 2003-ig a budapest-erzsébetvárosi plébánián szolgált káplánként.
2003-tól 2008-ig érseki titkár és szertartó volt az Esztergom-Budapesti Főegyházmegyei Hivatalban. 2008-tól 2018-ig a Magyar Katolikus Püspöki Konferencia titkára, 2016-tól ugyancsak 2018-ig plébános az Esztergom-Budapesti Főegyházmegye Karizmatikus Személyi Plébániáján. 2018 augusztusától püspöki kinevezéséig a római Pápai Magyar Intézet rektora volt.

### Püspöki pályafutása
2018. október 4-én Ferenc pápa iliturgi-i címzetes püspökké és esztergom-budapesti segédpüspökké nevezte ki. 2018. december 8-án szentelte püspökké az esztergomi bazilikában Erdő Péter esztergom-budapesti érsek, Michael August Blume apostoli nuncius és Ternyák Csaba egri érsek segédletével.
2021.09.16-án Erdő Péter esztergom-budapesti érsek kinevezte a Szent István bazilika plébánosává.